# André Savignon
Fernand Eugène André Savignon (Tarbes, 1 de enero de 1878 – Londres, 10 de enero de 1947) fue un escritor y periodista francés, ganó el premio Goncourt en 1912. 

## Biografía
André Savignon nació en la casa de Esparbès de Lussan, en el número 5 de la plaza de la Prefectura, en Tarbes. Sus padres fueron (Eugène) Michel Savignon y (Louise) Isabelle Varanguien de Villepin. Se casó con Marie-Josèphe Monzelun el 29 de julio de 1902 en París. Entre 1908 y 1914 realizó numerosos viajes a Inglaterra, especialmente a Plymouth, por encargo de los periódicos para los que trabajaba. Después de la Primera Guerra Mundial, en 1918, se trasladó a Saint-Malo, donde trabajó hasta el inicio de la Segunda Guerra Mundial. En 1919 se casó por segunda vez con Berthe Desgranges, en Ambérac (Charente, Francia). No dejó hijos de ninguno de sus matrimonios. Fue caballero de la Legión de Honor en Francia.
En 1912 ganó el premio Goncourt por su novela Filles de la pluie (Las hijas de la lluvia), publicada por Éditions Grasset, siendo finalista Julien Benda.
Murió en 1947 de una neumonía en el hospital francés de Londres, y enterrado en un pequeño cementerio a orillas del río Rance, en Saint-Servan.

## Obra
- Les Vigies des mers, Fayard, 1908
- Filles de la pluie, Grasset, 1912. Hay una traducción española en el volumen Los premios Goncourt de novela V, de Plaza y Janés, de 1960, con el título de Las hijas de la lluvia (escenas de la vida ouessantina).
- Une femme dans chaque port, Flammarion, 1918
- Le Secret des eaux, Calmann-Lévy, 1923
- La Tristesse d’Elsie, Calmann-Lévy, 1924
- La Dame de la "Sainte-Alice", Calmann-Lévy, 1926
- Tous les trois, Calmann-Lévy, 1928
- Saint-Malo, nid de Corsaire, La Renaissance du Livre, 1931
- Au petit bateau, La Renaissance du Livre, 1932
- Occupation, Édition de France, 1938
- Le Feu du ciel, Plymouth 1940-1941, Le Cercle d’or, 1984
- Dans ma prison de Londres (1939-1946), Ketel, 1962